# عبدالله‌خان نقاش‌باشی
عبدالله خان نقاش باشی دهنوی سمیرمی معمارباشی و نقاش‌باشی دربار فتحعلی‌شاه و ناصرالدین شاه بود و در بین سال‌های ۱۲۲۵–۱۲۶۶ ق فعالیت داشت. او از نقاشان خاصهْ فتحعلی‌شاه بود و از او تک چهره می‌کشید. او دیوارنگاره‌ای بزرگ از مراسم سلام نوروزی فتحعلی‌شاه در تالار بارعام کاخ گلستان اجرا کرده بود که اکنون از بین رفته‌است.

## مناصب و مهارت‌های عبدالله‌خان
مهارت عبدالله خان درکشیدن مجالس بزم و رزم و شبیه‌سازی بود و بیشتر کاخ‌های سلطنتی قاجار را تزیین و آراسته‌است. عبدالله‌خان افزون بر نقاشی و معماری، در دربار قاجار دارای مناصب عالی مدیریتی هم بود. از محمد شاه فرمانی در دست است که در آن عبدالله‌خان را به منصب باشیگری معماران و پیشه‌وران و سایر ارباب حرف و صنایع، بسان دورهٔ فتحعلی‌شاه منصوب کرده، و در این فرمان تأکید شده که جملهٔ نقاشان و معماران و مهندسان و میناکاران و نجاران و فخاران و شیشه‌بران و حدادان و باغبانان و مقنیان و شماعان تحت نظارت اویند و نباید از سخن و صواب‌دید او تجاوز کنند.

## آثار عبدالله‌خان
مهمترین اثر عبدالله‌خان دیوارنگارهٔ عظیم کاخ نگارستان با ۱۱۸ پیکرهٔ تمام قد در تهران بوده که از بین رفته‌است. در این دیوارنگاره، تاج گذاری فتح‌علی‌شاه در میان فرزندانش آمده بود. بیشتر جهانگردان غربی که در سدهٔ هجدهم میلادی به ایران آمده‌اند این دیوارنگاره را به محمدحسن‌خان نسبت داده‌اند ولی ادوارد براون در اواخر دههٔ ۱۸۸۰ کتیبه‌ای را در پایین آن کشف کرد که نشان می‌دهد این دیوارنگاره از کارهای عبدالله‌خان است و در سال‌های ۱۲۷۷–۱۲۲۸ ه‍.ق کشیده شده‌است.
از آثار آبرنگ عبدالله خان تصویر شاهزاده خانمی در درون یک شمسه همراه با ندیمهٔ اوست. مهارت طراحی و شیوهٔ پرداز صورت‌ها و رنگ جامه‌ها در این اثر کم‌نظیر است و «رقم عبدالله نقاش باشی» را دارد.
از دیگر آثار منسوب به او، تصویر تمام قد فتحعلی‌شاه با ردای قرمز و جواهر نشان همراه با کلاه هشترخانی است (محفوظ در لندن، موزهٔ ویکتوریا و آلبرت، ۱۸۷۶–۷۰۷).
عبدالله خان در حدود سال ۱۲۲۸ ق در کاخ سلیمانیه کرج دیوارنگاره‌ای از آغامحمد خان و فتحعلی‌شاه اجرا کرده‌است که خوشبختانه در سال‌های اخیر بازسازی و محافظت شده‌است.
عبدالله خان همچنین طراح مقبره سنگ مرمر فتحعلی شاه در قم بود.
عبدالله‌خان در اوایل دهه ۱۲۸۰ قمری درگذشت.

## نگارخانه

نقاشی عبدالله خان از فتح‌علی شاه
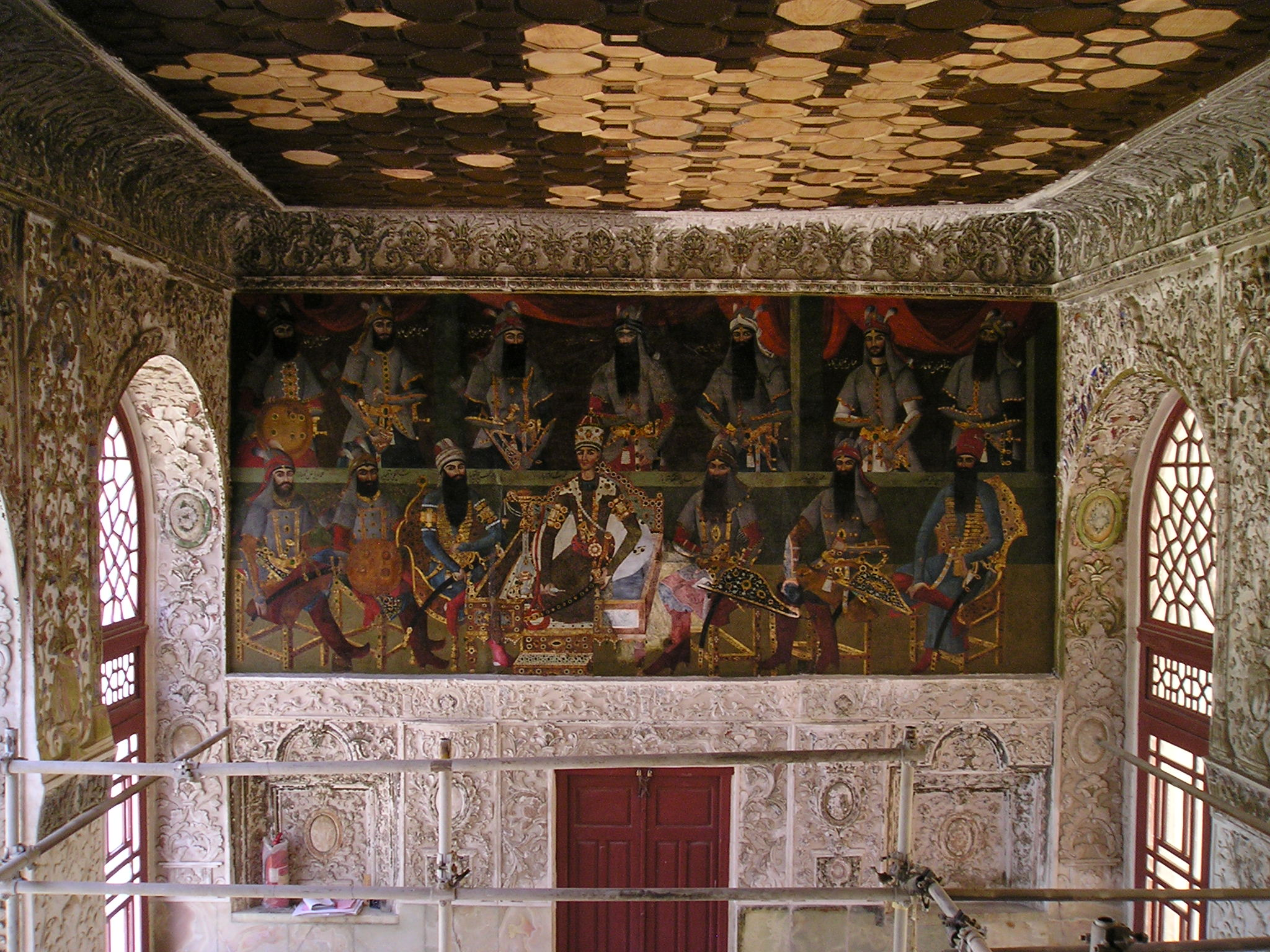
نقاشی عبدالله خان از آغامحمد خان در کاخ سلیمانیه کرج
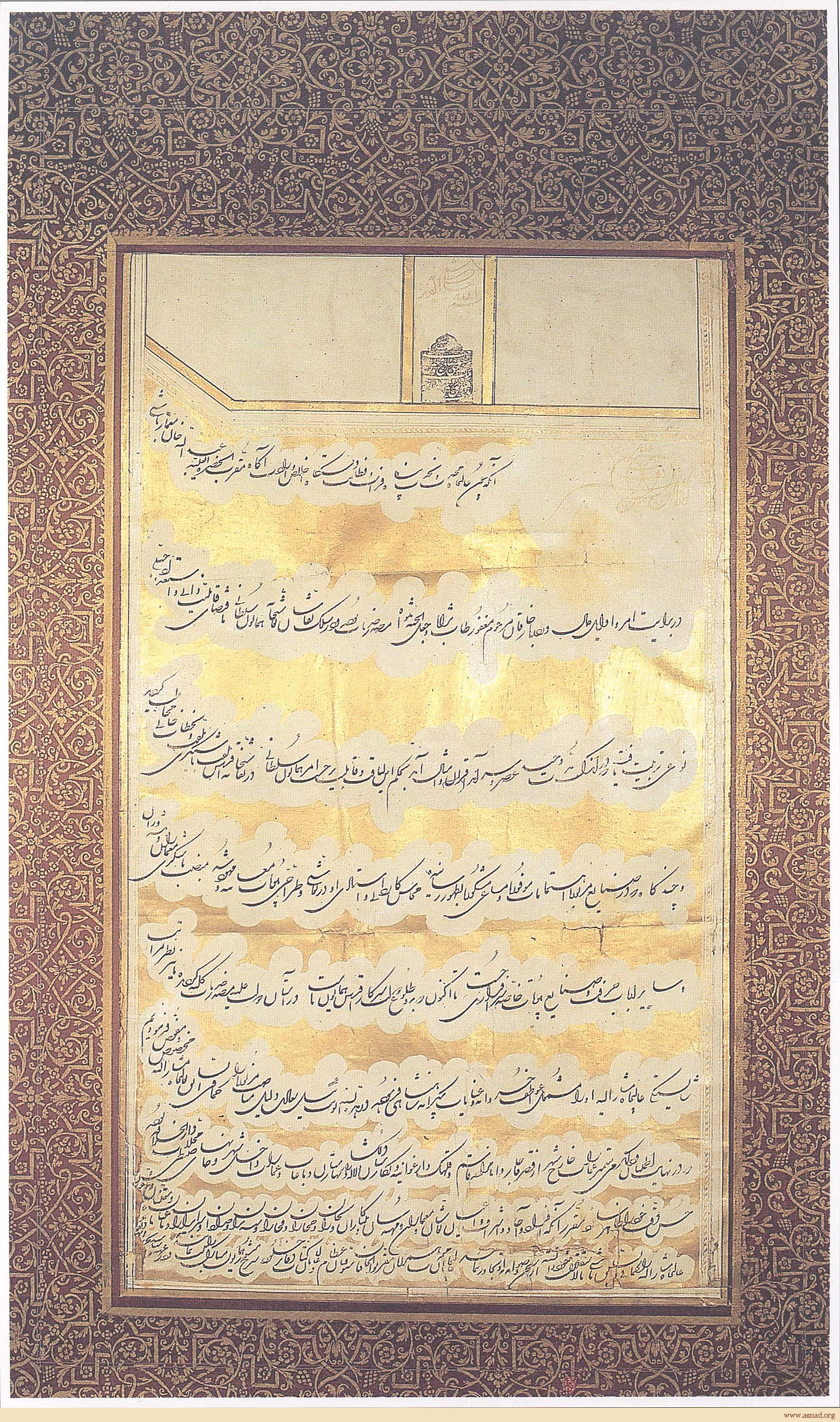
فرمان محمد شاه مبنی بر اعطای لقب خانی و معمار باشی و نقاشی باشی به عبد الله خان و دستور بازسازی عمارت سلطنتی توسط نامبرده